# Pau Várdai
Pau Várdai, en hongarès Pál Várdai, (Kisvárda, 1483, - † Bratislava, 12 d'octubre de 1549,) fou el 52è arquebisbe d'Esztergom.

## Biografia
Pau Várdai començà la seva carrera eclesiàstica com a partidari de la família hongaresa aristocràtica dels Zápolya, el cap dels quals era el comte Esteve de Zápolya. Sota el regnat de Lluís II d'Hongria (1516-1526), Várdai fou capellà d'Óbuda, des del 1519 tresorer reial, des del 1521 bisbe de Veszprém i des del 1523 bisbe d'Eger. Durant l'assemblea nacional de Hatvan el 1525 la baixa noblesa volia que Pau fos elegit canceller, però el rei no complí amb aquesta demanda. El 29 d'agost del 1525 Pau Várdai acompanyà els exèrcits del rei Lluís II i dels arquebisbes hongaresos Pau Tomori i Ladislau Szalkai a l'enfrontament contra els turcs otomans a la batalla de Mohács. El resultat fou catastròfic, car tant el rei com els arquebisbes i molts altres nobles, clergues i soldats moriren en la batalla, tanmateix Pau Várdai aconseguí escapar-ne. Buscà el comte Joan de Zápolya, voivoda de Transsilvània, i fill de qui havia de ser el seu senyor, i començà la gestió perquè fos ell electe com a rei d'Hongria.
El 1527 el rei Joan I d'Hongria es veié forçat a escapar a Polònia, car Ferran I del Sacre Imperi Romanogermànic, germà petit de l'emperador Carles V, reclamava el tron hongarès per a si mateix a través dels drets matrimonials amb Anna Jagelló d'Hongria i Bohèmia, germana de Lluís II. Els seus exèrcits havien envaït la terra hongaresa, i Joan I escapà a la cort del rei polonès Segimon el Vell, qui havia estat casat amb la seva germana Bárbara de Zápolya una dècada abans. En aquest moment Pau Várdai canvià de bàndol declarant-se seguidor de Ferran I, qui el confirmà per part seva en la càtedra episcopal. El 1542 es convertí en regent reial, i conservà el seu càrrec arquebisbal durant les següents dècades caracteritzades per tensió política entre Joan I i Ferran, atès que aviat els Zápolya tornaren a Hongria i hi governaren. El 1539 Várdai coronà Isabela Jagelló d'Hongria, dona de Joan I.